# Tiokarbamátok

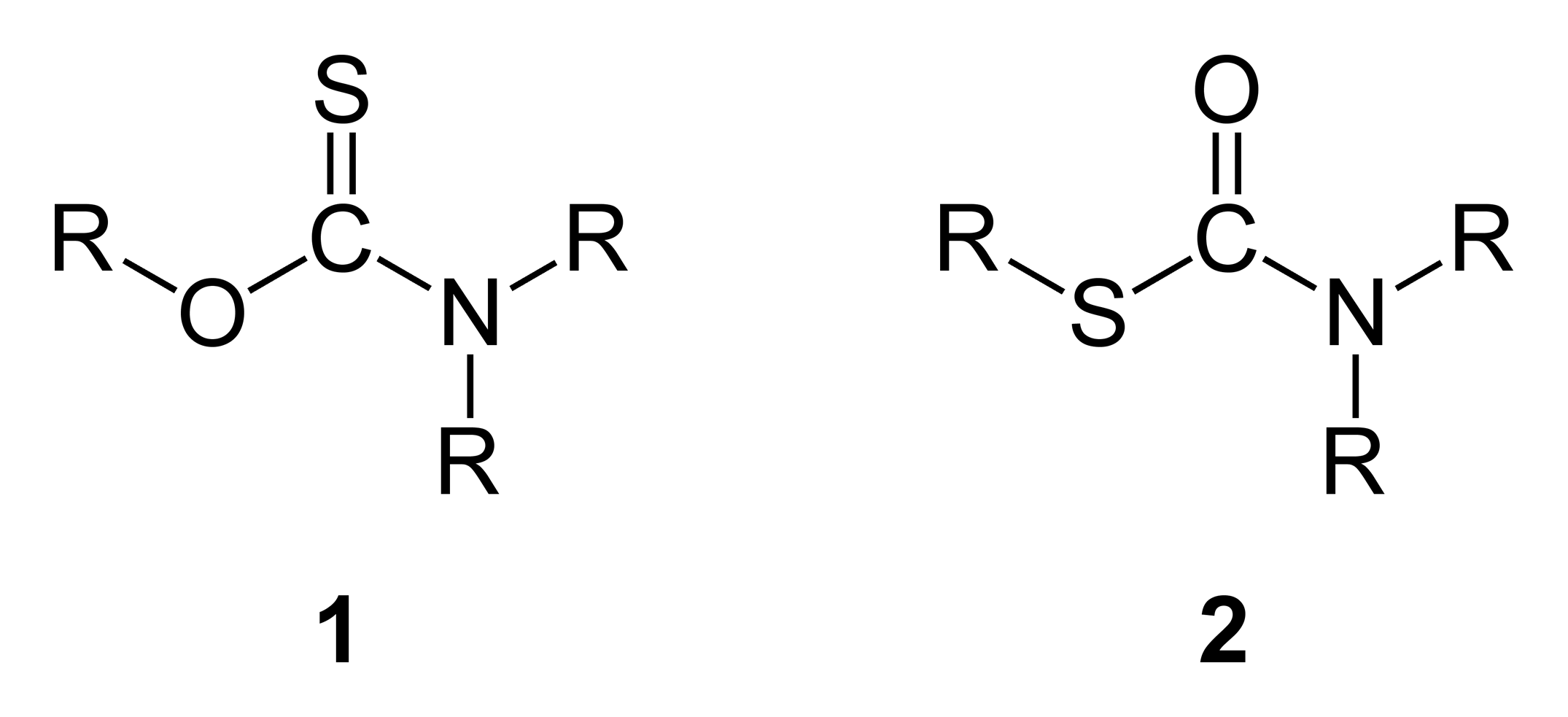
O- (1) és S-szubsztituált (2) tiokarbamátok általános szerkezeti képlete

A tiokarbamátok a kénorganikus vegyületek egyik családja. A tiokarbamát észtereknek két izomerje lehetséges: O-tiokarbamát, (ROC(=S)NR2) és S-tiokarbamát (RSC(=O)NR2). Az O-tiokarbamátok átalakulhatnak a másik izomerré, S-tiokarbamáttá, például a Newman–Kwart-átrendeződési reakcióban.

## Szintézisük
A tiokarbamátok előállíthatók tiocianátok hidrolízisével:
RSCN + H2O → RSC(=O)NH2
Ha R arilcsoport, az eljárás neve Riemschneider tiokarbamát-szintézis.

## Fordítás
Ez a szócikk részben vagy egészben a Thiocarbamate című angol Wikipédia-szócikk ezen változatának fordításán alapul.  Az eredeti cikk szerkesztőit annak laptörténete sorolja fel. Ez a jelzés csupán a megfogalmazás eredetét és a szerzői jogokat jelzi, nem szolgál a cikkben szereplő információk forrásmegjelöléseként.